# 罗伯特索林荫道56号
罗伯特索林荫道56号（法语：Immeuble au 56, allée de la Robertsau à Strasbourg）是法国斯特拉斯堡的一座新艺术运动风格的建筑，位于新城区的罗伯特索林荫道（ Allée de la Robertsau）。1975年法国文化部公布为法国历史遗迹。
这栋房子建于1902年至1903年，建筑师弗兰兹·吕特克（Franz Lütke，1860-1929年）和海因里希·巴克斯（Heinrich Backes，1866-1931年），业主是面包师乔治·克罗默（Georges Cromer）。它被认为是斯特拉斯堡新艺术运动风格最具代表性的建筑之一，受到德国和法国两种风格倾向的影响。
从1898年到1907年，吕特克和巴克斯一直是职业合伙人。作为一对多产的合伙人，他们在斯特拉斯堡建造了许多其他新艺术风格的房屋，其中一些房屋也被列为历史遗迹，例如孚日大道（Avenue des Vosges）46号、德卡斯泰尔诺将军路22号（22 rue du Général de Castelnau）、埃尔克曼查特里安路（Rue Erckmann-Chatrian）4号、特温格路（Rue Twinger）24号。

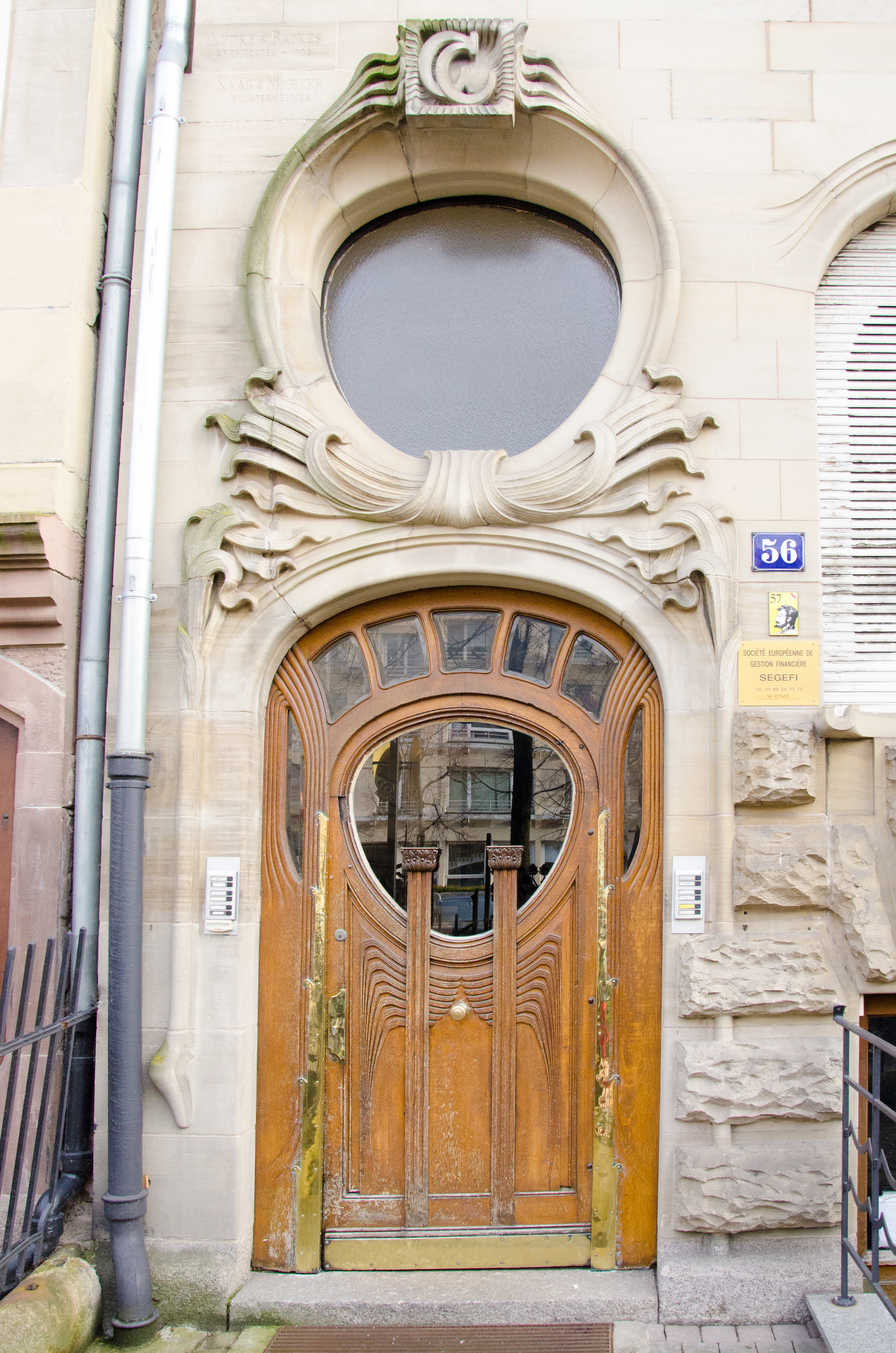
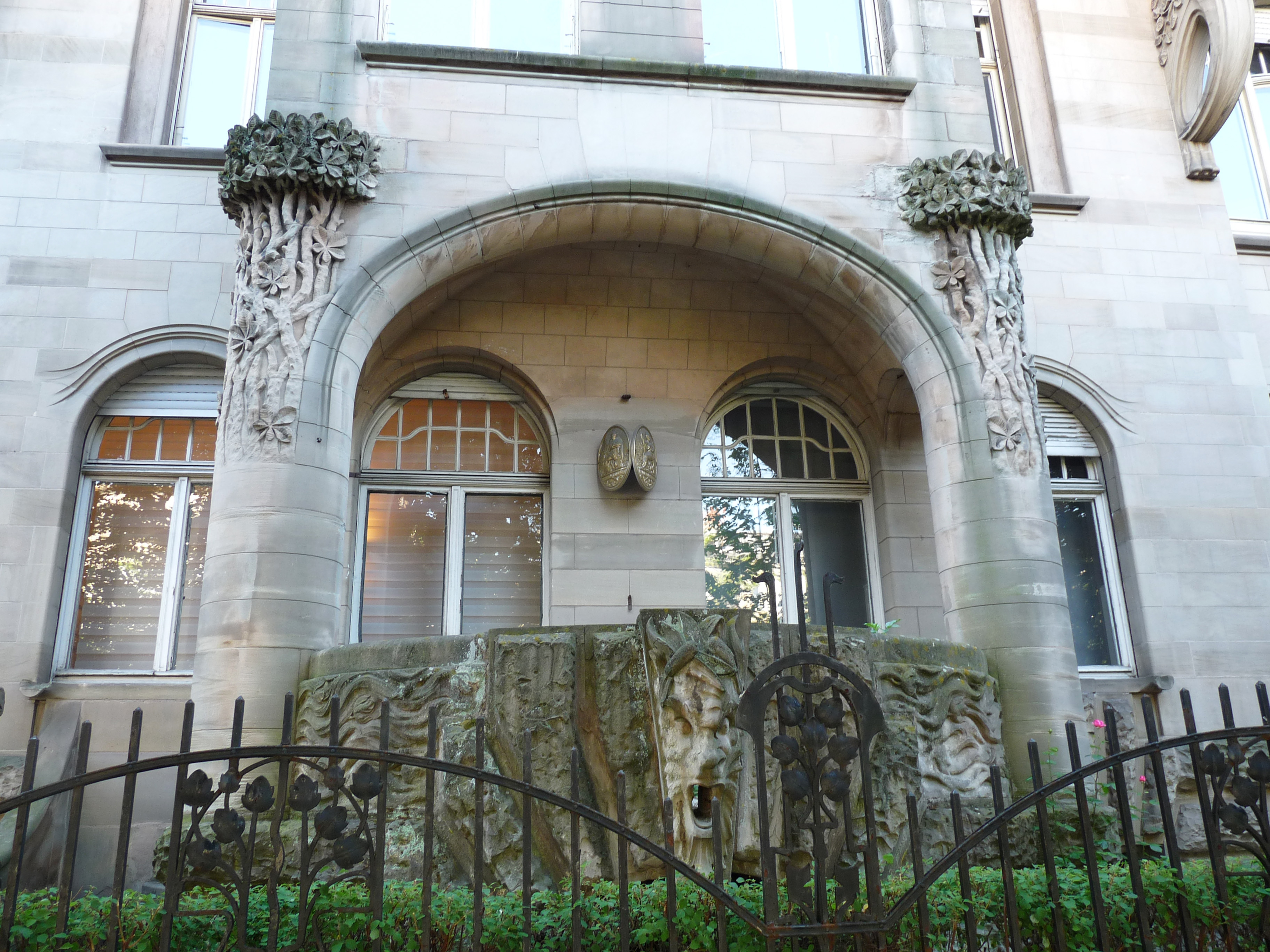
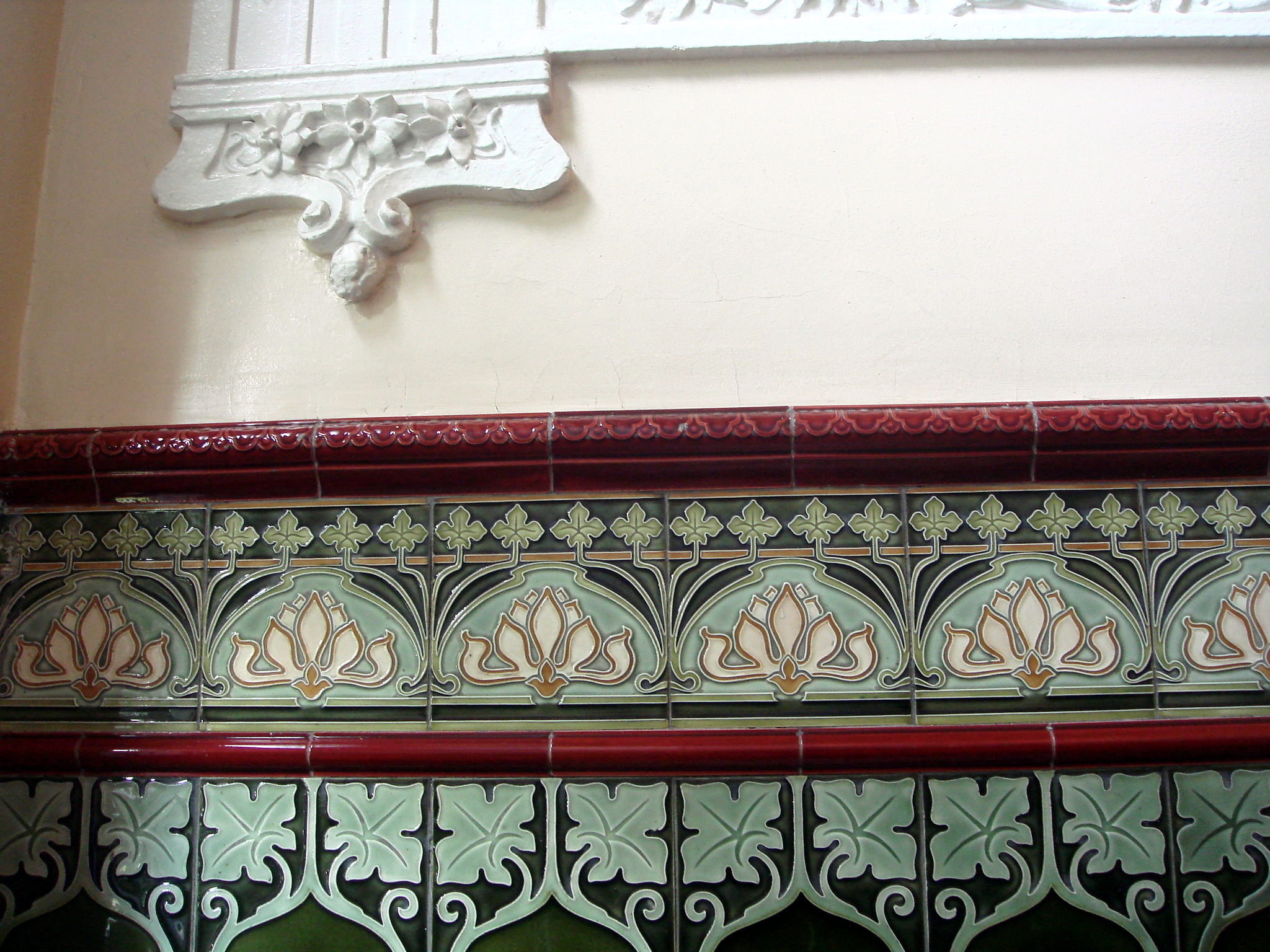